# Luigi Colacicchi
Luigi Colacicchi (Anagni, 31 dicembre 1900 – Roma, 31 dicembre 1976) è stato un compositore, direttore di coro ed etnomusicologo italiano.

## Biografia
Studia composizione a Genova e a Roma, si perfeziona alla Columbia University, è insegnante di Storia della musica nei Conservatori di Stato, fonda il primo coro polifonico dell'Esercito Italiano (1942) e il coro dell'Accademia Filarmonica Romana (1948) di cui è direttore fino al 1968, negli anni cinquanta è tra gli ideatori del Concorso Polifonico Internazionale Guido d'Arezzo. Autore di musiche per film (tra cui le collaborazioni con Carlo Ludovico Bragaglia per le colonne sonore di Animali Pazzi e  Un mare di guai) e di un giovanile balletto (La bella addormentata nel bosco, rappresentata a Genova nel 1922) oltre che di musiche sacre.

## Attività
Ad illuminare l'esperienza di compositore vi è una vasta, e per alcuni versi imprescindibile, attività da etnomusicologo. È di Colacicchi, difatti, il primo tentativo di dare sistemazione ai Canti popolari di Ciociaria (1936), rivelando un mondo sonoro estremamente ampio e articolato, non privo di vitalità. La passione per i melos di tradizione orale, la scrupolosa diligenza nel reclutamento dei materiali musicali popolari, la capacità analitica e metodica, ne fanno uno dei pionieri nel campo dell'etnomusicologia italiana.

## I canti popolari
È Colacicchi, nel 1949 con Nataletti, a curare una delle prime raccolte complete, a carattere scientifico e documentario, dei canti popolari italiani per conto della Discoteca di Stato e il Centro Nazionale di Studi di Musica Popolare (oggi Archivi di Etnomusicologia). Tale serie di registrazioni contiene, tra le altre, l'esecuzione del Pianto delle Zitelle, una sorta di sacra rappresentazione che chiude il pellegrinaggio e la festa della Santissima Trinità presso l'omonimo santuario a Vallepietra. La ricerca di Colacicchi sul Pianto e l'intero complesso rituale della festa della Trinità, avviata oltre un decennio prima, prende vie diverse che si concretizzano sia nell'enorme attività di registrazione che in molteplici pubblicazioni e nella collaborazione con i celebri documentari di Giacomo Pozzi Bellini nel 1939 e Gian Vittorio Baldi nel 1958. 
Costantemente il ruolo di ricercatore (essenzialmente concentrato sulla musica vocale) si proietta su quello di compositore e direttore di coro. Numerosi sono i brani di derivazione popolare che egli rielabora e mette a disposizione dei suoi allievi, intento - attraverso la moltiplicazione delle linee melodiche - ad esaltare il valore espressivo delle voci, ottenendo nel contempo integrità e rispetto per le melodie tradizionali. L'impegno di Colacicchi in campo etnomusicologico si definisce con la  Raccolta n. 111 per l'Archivio Etno-linguistico della Discoteca di Stato: un'ampia ricognizione realizzata tra il 1971 e il 1972 in numerosi centri dell'area settentrionale della provincia di Frosinone (tra cui Anagni, Fiuggi, Sgurgola, Vallecorsa, Veroli, Vico nel Lazio).

## Colonne sonore film
- Paradiso, regia di Guido Brignone (1932)
- Ragazzo, regia di Ivo Perilli (1933)